# Contigaspis sarkissiani
Contigaspis sarkissiani är en insektsart som först beskrevs av Kaussari och Balachowsky in Balachowsky 1954.  Contigaspis sarkissiani ingår i släktet Contigaspis och familjen pansarsköldlöss.
Artens utbredningsområde är Iran. Inga underarter finns listade i Catalogue of Life.